# Donald Hume
Donald Bruce "Don" Hume (ur. 27 lipca 1915 w Olympii, zm. 16 września 2001 w Monroe) – amerykański wioślarz, złoty medalista olimpijski.
Wystąpił na igrzyskach olimpijskich w Berlinie w 1936, gdzie reprezentanci USA w składzie: Herbert Morris, Charles Day, Gordon Adam, John White, James McMillin, George Hunt, Joe Rantz, Donald Hume i Robert Moch (sternik) zdobyli złoty medal w ósemkach. W finale o 0,6 sekundy wyprzedzili osadę Królestwa Włoch, a o 1 sekundę wyprzedzili osadę III Rzeszy. Był to jego jedyny start olimpijski.
Kształcił się na University of Washington, uzyskując dyplom inżyniera. W trakcie II wojny światowej służył w marynarce handlowej USA. Po zakończeniu wojny pracował w górnictwie, ostatecznie zostając prezydentem West Coast Mining Association.